# Перевальський Василь Євдокимович
Перева́льський Васи́ль Євдоки́мович (13 червня 1938, с. Бубнів) — український художник-графік. Академік Національної академії мистецтв України (2013). Народний художник України (1999). Доцент (2003). Лауреат літературно-мистецької премії ім. І. Нечуя-Левицького (1993).

## Біографія
Василь Перевальський народився 13 червня 1938 року в селі Бубнів (на той час Гельмязівський район Полтавської області, зараз частина території сільради села Бубнівська Слобідка Золотоніського району Черкаської області).
У 1965 році закінчив Київський державний художній інститут, де вчився у В. Касіяна, 1965–1967 — у творчих майстернях Академії мистецтв СРСР у М. Дерегуса.
У 1970–1975 роках працював художнім редактором видавництва «Мистецтво» та головним художником видавництва «Радянська школа» (тепер «Освіта»).
З 1987 по 1991 рік обіймав посаду секретаря Національної спілки художників України. У 1997–1998 роках — заступник голови Київської організації НСХУ, у 2000–2005 роках — заступник голови НСХУ.
У 1967–1969 роках викладав у Київському художньо-промисловому технікумі. З 1991 року почав викладати в Національному технічному університеті України «КПІ», завідував кафедрою графіки видавничо-поліграфічного факультету. З 2003 року викладає у Національній академії образотворчого мистецтва і архітектури, з 2004 року — завідує там кафедрою графічних мистецтв.

## Творчість
Василь Перевальський працює в галузі книжкової і станкової графіки та живопису. З 1963 року співпрацював із провідними видавництвами України, виконував оформлення та ілюстрації до книжкових видань. Василь Перевальський є також автором багатьох екслібрисів (для В. Вітрука (1966), В. Стеценка (1966), В. Турянчика (1966), В. Житника (1966), І. Крип'якевича (1967), А. і Ф.  Глущуків (1968)) та станкових гравюр. У 1991–1992 роках входив до складу колективів з розробки ескізів банкнот номіналом 1 гривня, 5 гривень та 10 гривень.

### Основні роботи

#### Оформлення та ілюстрації

Перевальський В.Є. дереворит, «Памва Беринда»

- до книги «Пісні про кохання» (гр. на дер., 1964 — 1965)
- до книги «Наймичка» (гр. на дер., 1967)[1]
- до книги «Українські народні пісні про кохання» (гр. на дер., 1968)
- до роману Д. Бедзика «Украдені гори» (К., 1969)
- до книги «Українські народні пісні в записах В. Гнатюка» (К., 1971)
- до збірника українських народних пісень «Веснянки» (1984)
- до книги Лесі Українки «Лісова пісня» (1984–1986)
- до збірок вибраних поезій М. Рильського (1974), П. Тичини (1987), І. Драча (1991, 2006), Б. Олійника (2005)
- до видання «Козацькі пісні» (1994–2000)

#### Станкова графіка
- «Ой у полі дві тополі» (гр. на дер., 1967)
- «Нащо мені чорні брови» (гр. на дер., 1968)
- «Битва» (за мотивами твору І. Нечуя-Левицького «Вечір на Володимирській горі», 1978)

#### Монументальні роботи
- Вітраж «Шевченко і народ» в інтер'єрі Київського університету ім. Т. Шевченка у співавторстві з В. Задорожним   та  Ф.Глущуком, 1967.
- Проект пам'ятного знака «Голодомор 1932–1933», встановленого на Михайлівській площі в Києві (1993)[2].

## Нагороди
- Літературно-мистецька Премія імені Івана Нечуя-Левицького (1993)[2].
- Орден «За заслуги» III ступеня (2007)
- Народний художник України (1999)